# Warileya rotundipennis
Warileya rotundipennis är en tvåvingeart som beskrevs av Fairchild G. B., Hertig M. 1951. Warileya rotundipennis ingår i släktet Warileya och familjen fjärilsmyggor. Inga underarter finns listade i Catalogue of Life.